# Zarzecze (powiat przeworski)
Zarzecze – wieś w Polsce położona w województwie podkarpackim, w powiecie przeworskim, w gminie Zarzecze. Leży nad rzeką Mleczką dopływem Wisłoka.
Miejscowość jest siedzibą rzymskokatolickiej parafii Parafia św. Michała Archanioła w Zarzeczu.
W latach 1975–1998 miejscowość należała administracyjnie do województwa przemyskiego.

## Części wsi
| SIMC    | Nazwa     | Rodzaj    |
| ------- | --------- | --------- |
| 0613530 | Cegielnie | część wsi |

## Zabytki
- Neoromański kościół parafii św. Michała Archanioła konsekrowany 10 października 1880[6] i współczesna mu, wolnostojąca, dzwonnica (projekt prof. Julian Zachariewicz).

| - Zespół pałacowy hrabiostwa Dzieduszyckich: - Pałac z lat 1817-1819, powstały według projektu Magdaleny z Dzieduszyckich Morskiej przy pomocy Piotra Aignera i budowniczego Fryderyka Baumana. Klasycystyczna budowla, ożywiona wpływami romantyzmu, nietypowa w kształcie i dekoracji, z okrągłą rotundą, o obejściu wspartym na doryckich kolumnach. W części sal zachowały się oryginalne kominki, stiuki oraz w rotundzie parkiet z pięciu gatunków drewna. W lutym 2007 roku gmina Zarzecze, starostwo powiatowe w Jarosławiu i Związek Rodowy Dzieduszyckich herbu Sas powołali do życia Muzeum im. Dzieduszyckich, jako oddział Muzeum w Jarosławiu. - Oranżeria z ok. 1820. - Holendernia z ok. 1820. - Oficyna z końca XIX wieku. - Park romantyczny – założony przez hr. M. Morską z wykorzystaniem zastanego drzewostanu i cieków. |

## Osoby związane z miejscowością
- Ludmiła Błotnicka – pisarka.
- Janusz Horoszkiewicz (ur. 1963 w Zarzeczu) – opiekun polskich miejsc pamięci na Wołyniu, badacz zbrodni OUN-UPA, uhonorowany w 2019 roku nagrodą Kustosza Pamięci Narodowej[8].